# Parafia Wniebowzięcia Najświętszej Maryi Panny w Międzyrzeczu
Parafia Wniebowzięcia NMP – parafia rzymskokatolicka znajdująca się w Międzyrzeczu w województwie śląskim. Parafia należy do dekanatu Bieruń w archidiecezji katowickiej.